# Хан Замай
Андрій Андрійович Замай (нар. 9 листопада 1986 року, м. Фрунзе, Киргизька РСР, СРСР) — російськомовний хіп-хоп-виконавець, батл-репер, учасник об'єднання «Антихайп».

## Біографія
Андрій народився в місті Фрунзе (нині Бішкек) 9 листопада 1986 року. Своє дитинство він провів з матір'ю, оскільки батько розлучився з нею ще в юності Андрія. Навчався в школі з англійським ухилом. Почав захоплюватися хіп-хопом у 2001 році, коли слухав Jay-Z і NAS. У Бішкеку Андрій закінчив Киргизький Національний Університет за спеціальністю «інженер мікроелектроніки». Під час навчання в університеті він працював вантажником і не відвідував заняття. Пізніше, у 2010 році, переїхав до Санкт-Петербурга. Після переїзду працював кур'єром, фотографом, в піар-агентстві

## Творча діяльність
Андрій почав брати участь в онлайн-баттлах у 2003 році під ніком STRiKE. Це були незалежні змагання, в яких він не домігся значних успіхів, скоріше, це можна назвати першими кроками на шляху до становлення Андрія як виконавця. Першим його реп-треком став дісс на учасника форуму hip-hop.ru.
Його дебютним мікстейпом став виданий 23 березня 2009 року «На лавках пацанам», до якого увійшли 18 треків. На пісню з цього мікстейпа був записаний перший кліп.
У 2013 році Андрій випустив три мініальбоми, вперше взявши за псевдонім своє прізвище, вже латиницею («ZAMAY»). Таку ж назву отримали і мініальбоми — ZAMAY, ZAMAY, Vol. 2 і ZAMAY, Vol. 3. Весь матеріал на них написаний для альбому Rep Gad, але, з тих чи інших причин не знайшов собі місце в альбомі, був випущений окремо. Так само з'явився і мікстейп NE ZAMAY, випущений у 2014 році.
Зі Слава КПСС він познайомився на онлайн-батлі, коли був його суддею. Згодом вони разом з іншими андеграунд-виконавцями виступали на концерті групи «Ленина Пакет».
Нікнейм «Хан Замай» йому вигадав Слава КПСС, коли він записував альбом Rep Gad.
Першу участь в офлайн-баттлах він прийняв у 2016 році, на «Лиге Гнойного» проти МЦ Ведмежи (Дениса Чудіновського, також відомого як Ден Чейни — організатора майданчика «#SlovoSPB»).
21 вересня 2016  року вийшов спільний зі Славою КПСС мікстейп «Hype Train», до його складу увійшли 30 треків загальною тривалістю близько двох з половиною годин.
У 2017 році вийшов студійний альбом «З замку в Замок», що складається з 14 треків, названий на честь однойменної книги Луї-Фердинанда Селіна.
16 березня 2018 року Замай випустив відеокліп на пісню «Имя».15 липня 2018 року Замай випустив відеокліп на пісню «Порох».
Протягом 2018 року Замай спільно зі Славою КПСС випустив 3 альбоми: «ОВЕРХАЙП», «ОВЕРХАЙП 2» і «ОВЕРХАЙП 3».
28 листопада 2018 року було випущено відеокліп на пісню «Ночная травма».
2 грудня 2018 року Замай випустив EP «Золоті роки», під новим для себе псевдонімом Молодий Бішкек.
5 липня 2019 року Андрій спільно з товаришем по творчому об'єднанню «Антихайп», Віктором СД, презентував кліп на пісню «Medici» і «Літо», а також анонсував мікстейп «Primo Europeo», який був опублікований 12 липня.
27 вересня Андрій презентував кліп на пісню «Auntie Intro», з раніше анонсованого мікстейпів «Річард III». Реліз відбувся 18 жовтня 2019 року.
17 жовтня 2019 року Замай випустив сольний альбом «РИЧАРД III», що складається з 12 треків.
3 квітня 2020 року Андрій випустив EP «LUST HERO 2» складається з 6 треків, який пізніше був доповнений і випущений як повноцінний альбом «Lust Hero 2 (Deluxe)».
24 квітня реп-виконавець Czar випустив альбом «PIG DRUM SIDE B», у записі якого взяв участь Андрій. Він відзначився гостьовою партією в треку «Creators».
21 серпня відбувся реліз другого сольного мікстейпу «Ne Andrey», який складається з 25 треків.
20 листопада був випущений сольний альбом «Андрій», що складається з двох частин — «Чорної» і «Білої». За словами самого Замая, робота над альбомом велася протягом трьох років.
12 лютого 2021 року Замай випустив альбом Lost Tapes 2. Альбом складається з 30 треків, деякі з них були випущені раніше.
28 травня Замай випустив EP «Абориген», що складається з 7 треків, один з них ремікс на раніше випущений трек «Самотнє полум'я».
9 липня Замай спільно зі Славою КПСС випускає «ANTIHYPETRAIN».

## Участь у реп-батлах

#### #SLOVOSPB
- 2016 — Замай vs хайп (не опублікований)
- 2016 — Пташиний Попіл × Джігліпуф МЦ vs Хан Замай × Заебатсу (Бліц 2 × 2) (нічия)

#### Рвати на бітах
- 2017 — #SlovoSPB (Ден Чейні / MickeyMouse) × «Антіхайп» (Слава КПСС / Замай)

#### Versus Battle i BPM
- 2016 — VERSUS # 1 (сезон IV): Замай VS СД (перемога 2: 1)
- 2017 — Versus BPM: Замай VS BOOKER
- 2017 — VERSUS # 3 (сезон IV): Лёха Медь VS Замай (поразка 1: 2)

#### РепЙоу Батл
- 2018 — РЕПЙОУ Баттл # 3: Ліззка x Mozee Montana vs Замай x Fallen MC

## Дискографія
| Рік  | Псевдонім | Назва                  | Коментар               |
| ---- | --------- | ---------------------- | ---------------------- |
| 2009 | STRiKE    | «На развалах империи»  |                        |
| 2010 | STRiKE    | «MYRAPHOLYBIBLE»       |                        |
| 2014 | ZAMAY     | «Молодость не жизнь»   |                        |
| 2014 | ZAMAY     | «REP GAD»              | (Khan prod.)           |
| 2015 | ZAMAY     | «Русский Альбом»       | (Ioann Bogoslow prod.) |
| 2017 | ЗАМАЙ     | «Из замка в замок»     |                        |
| 2018 | ЗАМАЙ     | «ОВЕРХАЙП»             | Спільно зі Слава КПСС  |
| 2018 | ЗАМАЙ     | «ОВЕРХАЙП 2»           | Спільно зі Слава КПСС  |
| 2018 | ЗАМАЙ     | «ОВЕРХАЙП 3»           | Спільно зі Слава КПСС  |
| 2019 | ЗАМАЙ     | «Ричард 3»             |                        |
| 2020 | ЗАМАЙ     | «Lust Hero 2 (Deluxe)» |                        |
| 2020 | ЗАМАЙ     | «Андрей»               |                        |
| 2021 | ЗАМАЙ     | «ANTIHYPETRAIN»        | Спільно зі Слава КПСС  |

| Рік  | Псевдонім      | Назва                     | Коментар       |
| ---- | -------------- | ------------------------- | -------------- |
| 2011 | Yezzje!        | «Yezzje!»                 |                |
| 2011 | ZAMAY          | «Нищета (рэп-опера)»      |                |
| 2013 | ZAMAY          | «ZAMAY»                   |                |
| 2013 | ZAMAY          | «ZAMAY, Vol.2»            |                |
| 2013 | ZAMAY          | «ZAMAY, Vol.3»            |                |
| 2014 | Yezzje!        | «Gayzzje!»                |                |
| 2014 | ZAMAY          | «Гаргантюа & Пантагрюэль» | Спільно з MASK |
| 2015 | ZAMAY          | «Внутренний Бишкек EP»    |                |
| 2016 | ЗАМАЙ          | «Тафгай ЕР»               |                |
| 2016 | ЗАМАЙ          | «Lust Hero»               |                |
| 2018 | Молодой Бишкек | «Золотые годы ЕР»         |                |
| 2020 | ЗАМАЙ          | «Lust Hero, Vol. 2»       |                |
| 2021 | ЗАМАЙ          | «Абориген»                |                |

| Рік  | Псевдонім | Назва                                   | Коментар              |
| ---- | --------- | --------------------------------------- | --------------------- |
| 2009 | STRiKE    | «На Скамейках Пацанам»                  |                       |
| 2009 | STRiKE    | «UNDERGROUND MAINSTREAM»                | Спільно з ЛЁМА        |
| 2014 | ZAMAY     | «NE ZAMAY»                              |                       |
| 2015 | Хан ZAMAY | «#Немимохайпамикстейп: Вход в Реп Игру» | Спільно зі Слава КПСС |
| 2016 | Хан Замай | «Hype Train»                            | Спільно зі Слава КПСС |
| 2019 | ЗАМАЙ     | «PRIMO EUROPEO»                         | Спільно з СД          |
| 2020 | ЗАМАЙ     | «Ne Andrey»                             |                       |
| 2021 | ЗАМАЙ     | «Lost Tapes 2»                          |                       |

Сінґли
- 2016 — Замай & СД — «Вне игры»
- 2016 — Замай & СД — «Гоша Рубчинский» (feat. Монеточка)
- 2016 — Замай — «Новій»
- 2016 — Замай — «NHY»
- 2017 — Замай — «Молодий папа (Хованский diss)»
- 2017 — Замай — «Моя Диана»
- 2017 — Замай — «Росия»
- 2017 — Замай — «Имя»
- 2018 — Замай — «Мажитель»
- 2018 — Замай — «PARIS»
- 2018 — Замай — «Хардкор»
- 2019 — Замай — «Зенит»
- 2019 — Замай & Слава КПСС — «Cypher»
- 2020 — Замай — «Kickstarter (Freestyle)»
- 2020 — Замай & Port Avenue — «Инвектива»
- 2021 — Pochta! & ЗАМАЙ & Проспал — «В руках Бога»